# Lijst van rijksmonumenten in Goudriaan
De plaats Goudriaan telt 17 inschrijvingen in het rijksmonumentenregister. Hieronder een overzicht.
| Object | Oorspronkelijke functie?  | Bouwjaar                       | Architect | Locatie       | Coördinaten?                  | Nr.?  | Afbeelding |
| --- | ------------------------- | ------------------------------ | --------- | ------------- | ----------------------------- | ----- | --- |
| Goudriaanse Molen | Industrie- en poldermolen | 1779                           |           | Molenkade 5   | 51° 54' 16" NB, 4° 53' 10" OL | 17033 | Meer afbeeldingen |
| Hervormde kerk | Kerk en kerkonderdeel     | 15e eeuw                       |           | Noordzijde 17 | 51° 54' 12" NB, 4° 53' 17" OL | 17034 | Meer afbeeldingen |
| Gedeelte van een boerderij, in oorsprong tevens rechthuis. Vormt met de buurnummers 13 en 14 één geheel | Boerderij                 | 1659                           |           | Noordzijde 11 | 51° 54' 12" NB, 4° 53' 15" OL | 17035 | Meer afbeeldingen |
| Gedeelte van een boerderij, in oorsprong tevens rechthuis, met verdieping onder rieten schilddak. Op de verdieping een kruiskozijn met luiken. Vormt een geheel met het buurnummer 11-14                                                 | Boerderij                 |                                |           | Noordzijde 13 | 51° 54' 12" NB, 4° 53' 15" OL | 17036 | Meer afbeeldingen |
| Pand met verdieping onder rieten schilddak. Tweelichtkozijn met luiken. Vormt een geheel met de buurnummers 12-13 | Woonhuis                  |                                |           | Noordzijde 14 | 51° 54' 12" NB, 4° 53' 15" OL | 17037 | Meer afbeeldingen |
| Stal onder een dak met het woonhuis, ten dele van gepotdekselde houten delen en inrijdeuren in de rechter zijgevel | Boerderij                 |                                |           | Noordzijde 57 | 51° 54' 20" NB, 4° 54' 18" OL | 17038 | Meer afbeeldingen |
| Boerderij onder met riet gedekt zadeldak | Boerderij                 | midden 19e eeuw                |           | Noordzijde 56 | 51° 54' 19" NB, 4° 54' 17" OL | 17039 | Meer afbeeldingen |
| Boerderij onder langgerekt rieten dak met afgeknotte puntgevel met vlechtingen en oude kozijnen met luiken | Boerderij                 | 17e eeuw                       |           | Noordzijde 60 | 51° 54' 21" NB, 4° 54' 25" OL | 17040 | Meer afbeeldingen |
| Boerderij met karakteristieke hoofdvormen: lager woonhuis onder rieten wolfdak en met gepleisterde gevel, waarin vensters met twintig, twaalf- en zesruitsschuiframen                                                                    | Boerderij                 | mogelijk 17e eeuw              |           | Noordzijde 73 | 51° 54' 45" NB, 4° 55' 4" OL  | 17041 | Boerderij met karakteristieke hoofdvormen: lager woonhuis onder rieten wolfdak en met gepleisterde gevel, waarin vensters met twintig, twaalf- en zesruitsschuiframen                                                                    |
| Boerderij met rieten zadeldak en hoge puntgevel met vlechtingen | Boerderij                 | mogelijk eerste kwart 19e eeuw |           | Zuidzijde 84  | 51° 54' 42" NB, 4° 55' 4" OL  | 17042 | Boerderij met rieten zadeldak en hoge puntgevel met vlechtingen |
| Boerderij waarvan woonhuis en bedrijfsgedeelte onder een rieten zadeldak | Boerderij                 | Omstreeks 1620                 |           | Zuidzijde 97  | 51° 54' 33" NB, 4° 54' 43" OL | 17043 | Boerderij waarvan woonhuis en bedrijfsgedeelte onder een rieten zadeldak |
| Boerderij onder hoog, rieten zadeldak, met puntgevel aan de voorzijde en rechte uitgebouwde vleugel onder rieten zadeldak | Boerderij                 | mogelijk 17e eeuw              |           | Zuidzijde 100 | 51° 54' 33" NB, 4° 54' 39" OL | 17044 | Meer afbeeldingen |
| Boerderij onder hoog, rieten zadeldak en aan de voorzijde ijsselstenen puntgevel met rode vensterstrekken | Boerderij                 | eerste helft 19e eeuw          |           | Zuidzijde 118 | 51° 54' 14" NB, 4° 54' 15" OL | 17045 | Boerderij onder hoog, rieten zadeldak en aan de voorzijde ijsselstenen puntgevel met rode vensterstrekken |
| Gave boerderij. Woonhuis en stal, onder een rieten zadeldak | Boerderij                 | 1769 (jaartalsteen)            |           | Zuidzijde 124 | 51° 54' 11" NB, 4° 54' 6" OL  | 17046 | Meer afbeeldingen |
| Boerderij met schilderachtig rieten zadeldak, dat zowel het woonhuis als de hogere stal overdekt. Puntgevel met vlechtingen en vensters met luiken en twintig- en zestienruitsroedenverdeling. Stal gedeeltelijk van gepotdekselde delen | Boerderij                 | 17e-18e eeuw                   |           | Zuidzijde 165 | 51° 54' 11" NB, 4° 53' 18" OL | 17047 | Boerderij met schilderachtig rieten zadeldak, dat zowel het woonhuis als de hogere stal overdekt. Puntgevel met vlechtingen en vensters met luiken en twintig- en zestienruitsroedenverdeling. Stal gedeeltelijk van gepotdekselde delen |
| Terrein waarin sporen van bewoning uit het Neolithicum | Archeologisch monument    | Vlaardingencultuur             |           |               | 51° 54' 39" NB, 4° 53' 9" OL  | 47104 | Upload foto |
| Terrein waarin sporen van bewoning | Archeologisch monument    | Neolithicum/Bronstijd          |           |               | 51° 53' 40" NB, 4° 55' 5" OL  | 47105 | Upload foto |